# Deng-Deng
Deng-Deng (auch: Dengdeng) ist ein kleiner, landeinwärts gelegener Ort der Gemeinde Bélabo im Département Lom-et-Djérem in der Region Est in Kamerun.

## Bevölkerung
1966–1967 hatte Deng-Deng 371 Einwohner, die hauptsächlich dem Volksstamm der Gbete angehörten.
Bei der Volkszählung 2005 wurden 640 Personen gezählt.

## Geographie
Der Ort liegt ca. 20 Kilometer südöstlich von dem Zusammenfluss von Sanaga mit dem Djerem und ca. 120 Kilometer nordöstlich von Yaoundé.

## Infrastruktur
Deng-Deng hat eine landwirtschaftliche Station, ein Rathaus, ein regelmäßigen Markt, ein Gesundheitszentrum, mehrere Schulen, ein Jugendzentrum und ein kleines Touristenzentrum.

## Geschichte
In der deutschen Kolonialzeit war der Ort Regierungsposten im Bezirk Jaunde gelegen. Zu dieser Zeit war der Ort wegen der umliegenden Kautschukanpflanzungen für den Handel mit diesem Material bedeutsam. Weiterhin lag der Ort an der Karawanenstrasse, die von Kunde in Neukamerun weiter über Deng-Deng nach Nanga-Eboko und Yaoundé und von dort weiter an die Küste führte.